# Astragalus tribuloides
Astragalus tribuloides — вид квіткових рослин з родини бобових (Fabaceae). Ареал охоплює такі країни: Афганістан, Алжир, Вірменія, Азербайджан, Бахрейн, Китай, Єгипет, Індія, Іран, Ірак, Ізраїль, Йорданія, Казахстан, Кувейт, Киргизстан, Лівія, Марокко, Оман, Пакистан, Катар, Сирія, Таджикистан, Туніс, Туркменістан, Туреччина, Об'єднані Арабські Емірати, Узбекистан, Ємен.

## Середовище
Висота проживання: 0–3185 метрів. Це однорічна трав'яниста рослина з гіллястою біля основи, яка зустрічається в степах, напівпустелях або майже пустельних місцевостях. Повідомлялося про її знаходження на глинистих ґрунтах.